# Takasago (entreprise)
Takasago est une entreprise japonaise de production de saveurs et de parfums.
Elle fait partie des sept membres réguliers de l'Association internationale du parfum (IFRA).